# (21625) Seira
(21625) Seira (1999 NN2) – planetoida z pasa głównego asteroid okrążająca Słońce w ciągu 5,48 lat w średniej odległości 3,11 j.a. Odkryta 12 lipca 1999 roku.